# Тшцяно (Куявсько-Поморське воєводство)
Тшцяно (пол. Trzciano) — село в Польщі, у гміні Ринськ Вомбжезького повіту Куявсько-Поморського воєводства.
Населення — 215 осіб (2011).

## Демографія
Демографічна структура станом на 31 березня 2011 року:
|          | Загалом | Допрацездатний вік | Працездатний вік | Постпрацездатний вік |
| -------- | ------- | ------------------ | ---------------- | -------------------- |
| Чоловіки | 106     | 26                 | 75               | 5                    |
| Жінки    | 109     | 26                 | 64               | 19                   |
| Разом    | 215     | 52                 | 139              | 24                   |